# Aniceto
Aniceto är en ort i Mexiko.   Den ligger i kommunen Centro och delstaten Tabasco, i den sydöstra delen av landet, 700 km öster om huvudstaden Mexico City. Aniceto ligger 5 meter över havet och antalet invånare är 169.
Terrängen runt Aniceto är mycket platt. Runt Aniceto är det tätbefolkat, med 427 invånare per kvadratkilometer. Närmaste större samhälle är Pomoca, 19,0 km sydväst om Aniceto. Trakten runt Aniceto består till största delen av jordbruksmark.